# Adenopodia
Genre
Synonymes
- Pseudoentada Britton & Rose[2]

Adenopodia est un genre de plantes à fleurs dicotylédones de la famille des Fabaceae, sous-famille des Mimosoideae, originaire d'Afrique et d'Amérique, qui comprend une dizaine d'espèces acceptées.

## Liste d'espèces
Selon Catalogue of Life (21 octobre 2018) :
- Adenopodia gymnantha Brenan
- Adenopodia oaxacana M.Sousa
- Adenopodia patens (Hook. & Arn.)Brenan
- Adenopodia rotundifolia (Harms)Brenan
- Adenopodia scelerata (A.Chev.)Brenan
- Adenopodia schlechteri (Harms)Brenan
- Adenopodia spicata (E.Mey.)C.Presl